# Фабрика Тигар Пирот
Фабрика Тигар је компанија која се бави производњом аутомобилских гума, обуће и техничке гуме. Седиште јој је у Пироту.

## Оснивање Тигра
За датум оснивања Тигра се узима 1935. година. Основали су је Димитрије Младеновић Гага и браћа Јован и Милорад Цекић. Овај ортаклук је проистекао из жеље да се производе гумени опанци. Браћа Цекић су уложили новац заједно са Бугарином по имену Ењо Пантев. Младеновић је уместо новца дао плац и две штале као простор за радионицу.
Крајем 1934. године су добили потврду од Министарства трговине и индустрије под бројем 106/35 за отварање индустријске радионице под фирмом "Индустријска радионица Тигар - Димитрије Младеновић и компањони". У тој дозволи је првобитно писало да они не смеју производити гумену обућу која долази у непосредан додир са ногом.
Месец дана након тога, Министарство након њихових жалби шаље одобрење у којем се наводи да могу производити гумене производе у које спада и обућа. Дозвола за рад је издата 9. јула 1935. године.

## Почетак производње
Производња је почела са три радника: Рајка, Тинка и руски емигрант Сергеј који је познавао технологију за производњу гуме, те је подигао целу организацију на виши ниво. Ускоро је цео Пирот освојен гуменим опанцима, како због ниске цене, тако и због квалитета. Тада се међу занатлијама јавио страх за свој посао, те су улагали жалбе Удружењу занатлија да угасе ову фирму.
Међутим, у Тигру је све ишло јако добро, те су ортаци набавили парну локомобилу са динамомашином која је струјом снабдевала погон. Затим су набављена и два ваљка, два добоша за производњу лепка, машине и прибор за конфекционирање опанака. Подигли су нову зграду за конфекционирање опанака и складиштење робе, као и зграду за магацин, канцеларије и зграду за смештај локомобиле. Како је простор растао, расла је и потреба за радницима, па године 1936. Тигар броји 50-60 радника. Радили су по 12 сати дневно у тешким условима за надницу од 12-14 динара. Те године су организовали штрајк који се завршио усвајањем њихових захтева. Многи учесници тог штрајка су добили отказ.
Бугарин Ењо Пантев излази из ортаклука. Године 1938. Тигар има око 600 радника, а производња гумених опанака се на дневном нивоу кретала на нивоу од око 2000 комада. Производе се гумене плоче за ђон, гумена црева, гуме за дечја колица...

Нагли раст производње је довео до тога да Тигар има проблема са набавком струје, а Електрично друштво у Пироту тада није могло да намири Тигрове потребе, што је једино могла да намири хидроцентрала. Тако је изграђена мала хидроелектрана Темац у селу Темска. Главни пројектант централе је био Аћим Стевовић. Поред ове централе Младеновић и Цекићи су изградили виле и воћњаке. Године 2001. ова хидроцентрала је уврштена у ред споменика техничке културе. 

## Фабрика током рата
Дана 30. априла 1940. године Тигар добија задатак да неколико машина уступи за војне потребе. Између осталог, тражили су од предузећа и каучук, каолин, креде, сумпор, катран и цинково белило. Како су немачке војне трупе стигле у Пирот, позвали су Димитрија Младеновића да буде председник општине Пирот. Немајући избора, прихватио је.
Немци се нису дуго задржали у Пироту већ су оставили ову територију Бугарима. Тада је почело бугарчење српског становништва из страха. Тако је Димитрије Младеновић постао Младенов. Како није показивао послушност Бугарима, он бива послат у Грчку, а касније у Бугарску у ратни логор.
Године 1944. се вратио у Пирот те је са Цекићима обишао фабрику и утврдили су да укупна ратна штета износи преко 8 милиона динара. У комунистичко време после рата, фабрика још није могла да почне да ради, а Младеновића хапси тадашња власт јер сматра да је сарађивао са окупатором. Првобитно бива затворен у Пироту, а касније га шаљу у нишки затвор, у самицу. Судило му се 21. маја 1945. године у хотелу Еснаф. Пресуда је гласила да је крив, а казна стрељање.
Преиначена је ова одлука, те је за казну извршена конфискација половине фабрике Тигар као и половине хидроцентрале Темац. Убрзо затим, Младеновић умире у својој 79. години живота. Тигар званично постаје државна својина 31. децембра 1946. године.

### Обнављање рада у Тигру
Дана 19. јула 1946. фабрика Тигар прелази у надлежност Главне дирекције Савезне индустрије за кожу и гуму. Предмет пословања је производња обућарске гуме, техничке гуме и готових опанака. За управника бива постављен Тихомир Петковић.
Производња је званично почела 21. јануара 1946. године. До јуна 1947. године је фабрика производила само корита од којих су прављени ковани и шивени опанци. Крајем те године је фабрика бројала 219 радника. Већ две године касније почиње и лепљење опанака, а производња се устаљује на 420 тона гумене робе. Године 1950. изграђена је хала за конфекцију гумених опанака. Исте године оснива се први Раднички савет са 23 члана, а за председника је именован Тихомир Ђорић. Касније је Тигар променио још два директора, али највећи проблем је остао недостатак стручног кадра, па су запошљавани стручњаци за гумарску технологију.
Тадашње руководство Тигра није хтело да се заустави само на производњи опанака, већ су имали идеју да направе Пнеуматикару односно фабрику аутогума. Како су наишли на потврдне реакције са врха власти, изградили су део хале Пнеуматикаре 1959. године. Довели су француске стручњаке из Мишлена као одговор на сарадњу двеју земаља.
Производња гума је кренула са димензијама 6.00 16 за камион ТАМ од 1.5 тона, 7.50 20 за камион Пионир и 11.00 20 за камион ФАП.
Шездесетих година услед недостатка стручног кадра, Тигар бира најбоље ђаке из средњих школа у Пироту, стипендира их за техничке факултете како би се они касније вратили да раде у Тигру. Таква традиција траје и дан данас. 
Тих година главни производи Тигра су били: гумени лепљени опанак, гумена чизма и гумена техничка роба. Ова фабрика је такође прва у Србији која је почела са производњом пенасте гуме. Уз помоћ радника и радних акција, други део Пнеуматикаре пуштен у рад 1. септембра 1965. године. По Статуту Тигра, који је донесен 1965. године, формиране су четири нове фабрике: Фабрика обуће, Фабрика техничке робе, Фабрика пенасте гуме и Фабрика пнеуматика.

## Успон фабрике
Убрзо Тигар осваја производњу делова од гуме за аутомобиле фабрике "Застава".
Прва радијална аутогума која је овде направљена је димензије 145 SR 13 и то 1974. године. Ове радијалке су уграђиване као прва уградња на возила "Застава 101".
Те исте године се развија сарадња са америчком фирмом "BF Goodrich" која се обавезала да Тигру пружа специјалне техничке услуге: тестирање, обуку кадрова, инжењеринг и техничке студије. Ова деветогодишња сарадња је Тигру донела повећања извоза за око 20 пута. Као резултат добре сарадње, ове две фирме су 1978. године закључиле Уговор о заједничком улагању на период од десет година. Пројекат је био у вредности од 36 милиона долара, а реализован је изградњом нове хале за производњу радијалних гума са челичном кордом 1981. године и са проширењем ваљаре. Захваљујући развоју Фабрике, отвара се 1977. године у Бабушници Фабрика унутрашњих аутогума. Убрзо се отварају и погони у Димитровграду, у насељу Сарлах, у Иванграду.
У Тигру су седамдесетих настале сложене организације удруженог рада које су се састојале из радних организација а ове су исцепкане на основне организације удруженог рада (Спољна аутогума, Унутрашња аутогума, Димитровград, Техничка гума, Сарлах).
Производња се састојала из више радних јединица: ваљара, прерада, конфекција, вулканизација, унутрашња аутогума, одржавање, енергетика, сектор за инжењеринг и конструкцију, сектор за лансирање, план и анализу; сектор техничко - технолошког развоја, сектор обезбеђења квалитета). Гпдине 1983. пуштен је у рад колосек који олакшава транспорт робе са железничке станице у Пироту. Фабрика ускоро почиње да производи гумене чизме које ће преплавити најпре совјетско тржиште.
Године 1988. на чело Фабрике Аутогума долази Драган Николић. "Сарлах" и "Димитровград" 1989. године напуштају пословни систем Тигра, а то ради и "Беране" 1991. године. Почетком деведесетих, Тигар пада у кризу те се отпуштају радници као технолошки вишкови и смањује се број клијената којима се продаје роба. Тигар је престао да ради до 1. априла 1990. године.
Убрзо се престаје са колективним вођењем предузећа и уводи се функција генералног директора. Тигар постаје деоничарско друштво 26. јуна 1991. године. У тим тешким временима, Тигар успоставља сарадњу са Мишленом и са Униројал Гудричем.
Тигар од деоничарског друштва постаје акционарско друштво у мешовитој својини за производњу гумених производа 1996. године. Фабрика Тигар је 1992. и 1993. издржала терет велике економске кризе. Године 2009. Тигар прешао у власништво француског Мишлена који отвара две хале у Пироту: Тигар Тајерс и Биг Тигар.
Отварају се и посебне фабрике: Тигар обућа 2008. године и Тигар техничка гума 2009. године. Ове две посебне фабрике су се спојиле у једну Тигар а.д. 2015. године. Тигар а.д. и Тигар гума (Тигар Мишлен) данас раде одвојено.